# مؤمن‌آباد (نرماشیر)
مؤمن‌آباد، روستایی در دهستان مؤمن‌آباد بخش روداب شهرستان نرماشیر در استان کرمان ایران است. این روستا، مرکز دهستان مؤمن‌آباد است.

## جمعیت
بر پایه سرشماری عمومی نفوس و مسکن در سال ۱۳۹۵، جمعیت این روستا برابر با ۱٬۷۱۱ نفر (۵۰۳ خانوار) بوده‌است.